# Reinhold Kalnins
Reinhold Kalnins, född 1897 i Pärnu, Estland, död 1968, var en estnisk-svensk målare.
Han var under en period gift med Siri Kalnins senare gift Ritter. Kalnins studerade vid Ryska konstakademien i 
Sankt Petersburg, och bosatte sig därefter i Paris 1921. När andra världskriget just brutit ut flyttade han och hans fru till Rom och sedan vidare till Riga, där tvillingdöttrarna Ilva och Aïda föddes 1943. 
Undan svälten i Riga och under brinnande krig flyttade familjen till säkerheten i Djursholm utanför Stockholm 1944. Han ställde under sin tid i Frankrike regelbundet ut på Parissalongen. I Sverige ställde han ut separat i bland annat Stockholm, Örebro, Malmö, Växjö och Gävle. Hans konst består av porträtt, naket, figurer och landskap i olja eller pastell. Kalnins är representerad vid Riga nationalmuseum. 